# Kay (Straubing)
Kay ist ein Dorf in der kreisfreien niederbayerischen Stadt Straubing.
Es liegt etwa fünf Kilometer westlich vom Straubinger Stadtkern entfernt. Die Siedlungsstruktur des Ortes verläuft entlang der Staatsstraße 2142, die Straubing mit Geiselhöring und Mallersdorf-Pfaffenberg verbindet. Kay ist landwirtschaftlich geprägt. Im Ort gibt es die katholische Kirche Maria Magdalena als Nebenkirche der Pfarrei Alburg. Eine ÖPNV-Anbindung in die Straubinger Innenstadt besteht, abgesehen vom Schulbusverkehr, ab dem drei Kilometer östlich gelegenen Alburg.

## Geschichte
Als Ortsteil der ehemaligen Gemeinde Alburg im damaligen Landkreis Straubing kam Kay im Zuge der Gebietsreform in Bayern zum 1. Juli 1972 zur kreisfreien Stadt Straubing.